# Palazzo Medici Acquaviva

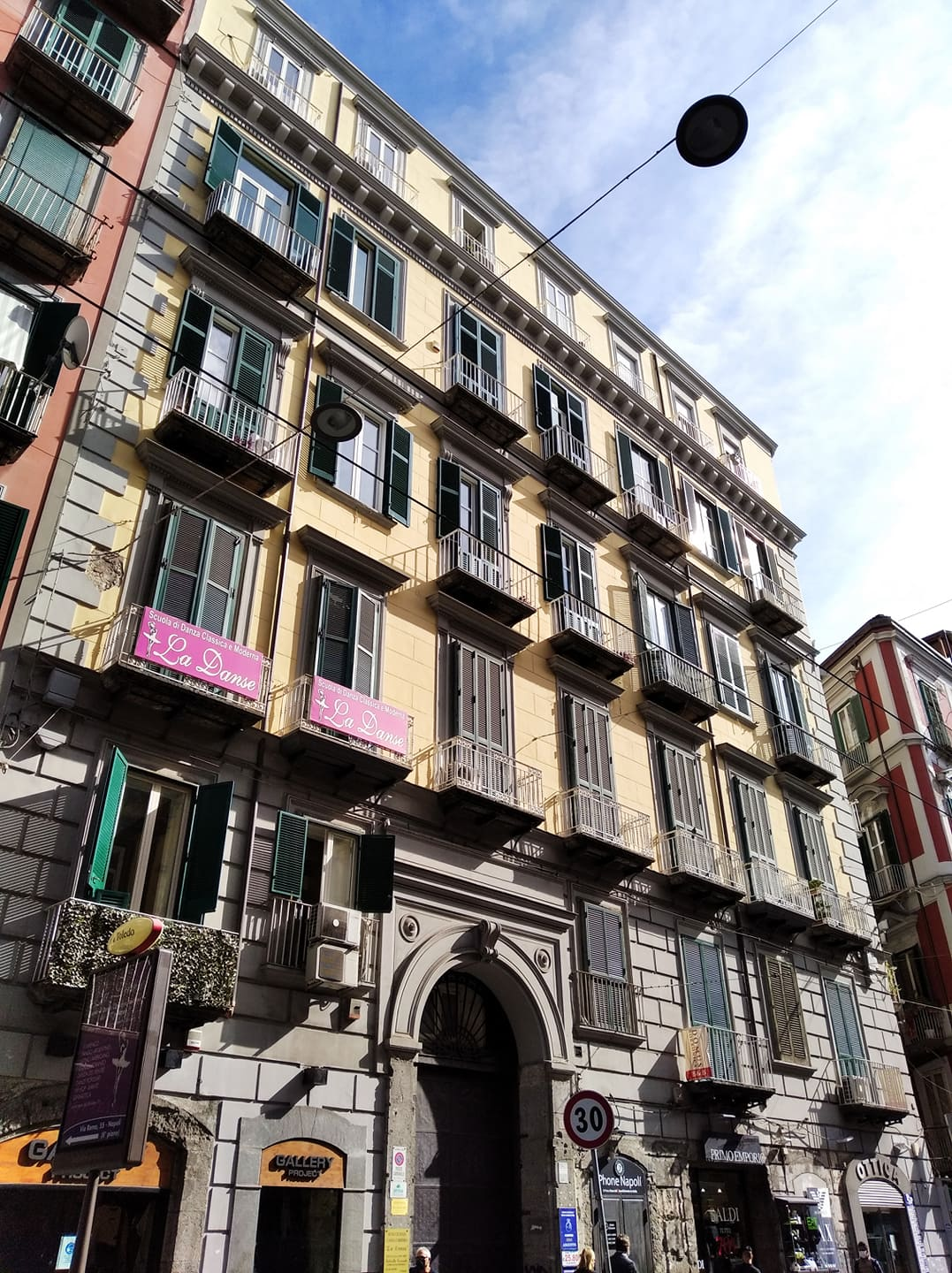
Palazzo Medici Acquaviva in Neapel

Der Palazzo Medici Acquaviva ist ein Palast aus dem 16. Jahrhundert im Viertel San Giuseppe in Neapel in der italienischen Region Kampanien. Er liegt in der Via Toledo, 55.

## Geschichte und Beschreibung
Seine bedeutendste Besonderheit liegt darin, dass seine Südseite an der Stelle der aragonesischen Mauer entstand, die der Vizekönig, Don Pedro Álvarez de Toledo 1532 hatte abreißen lassen. Aufgrund dieser Tatsache kann man ohne Weiteres annehmen, dass der Palast in den unmittelbar darauf folgenden Jahren errichtet wurde. 1748, als der Largo della Chiesa di Monteoliveto renoviert und die komplette, heutige Via Tommaso Caravita bebaut wurde, gehörte der Palast dem Adligen Giuseppe Borgia. In einem Plan des Rione Carità aus den 1930er-Jahren (Das Viertel wurde zwischen den 1930er- und den 1950er-Jahren vollständig abgerissen) wurde das Gebäude mit diesem Namen benannt. Die Familie Medici-Acquaviva kauften das Gebäude im Laufe des 19. Jahrhunderts und wahrscheinlich ist ihnen der radikale Umbau der Fassade und des Portals im klassizistischen Stil zuzuschreiben.
Auf die Enge des Grundstücks, auf dem der Palast steht, reagierte man bei der Organisation der Innenräume mit einer ungewöhnlichen Lösung: Die offene Treppe mit einem einzigen Bogen pro Stockwerk ist zwischen dem ersten und dem zweiten Innenhof angeordnet und man gelangt über eine geschwungenen Treppenzug links vom ersten Innenhof aus nach oben.
Heute sind in dem Palast Privatwohnungen in gutem Erhaltungszustand untergebracht. Im ersten Obergeschoss sind einige Säle erhalten, deren Decken mit Stuck und Kassetten aus dem 19. Jahrhundert dekoriert sind.